# 3Arena (Stockholm)
La 3Arena est un stade de football multifonction, situé dans le quartier Johanneshov à Stockholm, et inauguré le 20 juillet 2013. La Ville de Stockholm en est propriétaire.
Cet équipement d'une capacité de 30 370 places est conforme aux règlements de l'UEFA et de la FIFA pour recevoir des compétitions internationales. C'est le troisième plus grand stade de Suède derrière le Friends Arena et l'Ullevi stadium. Depuis son ouverture, il accueille les rencontres de l'Hammarby IF et du Djurgårdens IF.

## Histoire

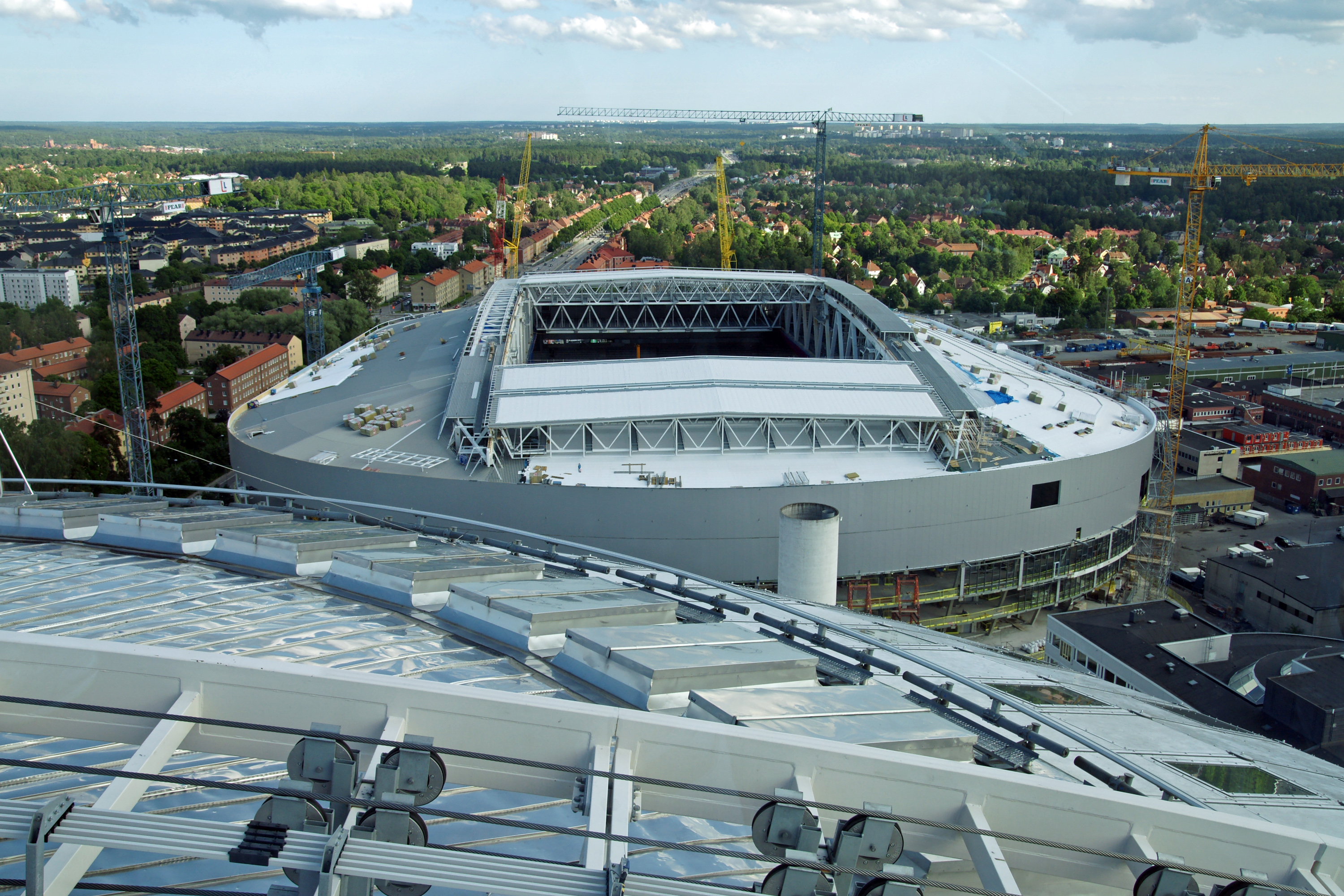
Durant la construction, en Juin 2012

La construction de la 3Arena a pour but de se substituer au Söderstadion (Hammarby) et au Stockholms Stadion (Djurgårdens).
Avec une capacité maximale de 40 000 places, la Tele2 Arena n'est pas qu'un stade de football. Doté d'un toit rétractable, c'est un équipement polyvalent conçu pour accueillir des concerts, des concours équestres, des spectacles motorisés, des sports d'hiver, des séminaires...
Le stade est couvert d'une enveloppe extérieure en feuilles d'aluminium de 3 mm perforées.
De 2013 à 2024, le stade est nommé Tele2 Arena, par contrat de nommage avec l'entreprise suédoise de télécommunications. Il est renommé 3Arena en 2025.

## Financement
Le prix de la construction est estimé à 290 millions d'euros (incluant l'achat du terrain et le parking souterrain de plus de 600 places). Ce coût est amorti par la vente des terrains de l'ancien Söderstadion et par les rentes versées par l'exploitant de l'équipement (Anschutz Entertainment Group). 

## Événements
Initialement, le stade devait accueillir le championnat du monde de hockey sur glace 2013, mais cela n'a pas été possible à cause de retards dans la construction.
Le stade accueille les matchs des deux équipes locales, Hammarby IF et Djurgårdens IF. C'est Hammarby qui jouera le premier match, le 20 juillet 2013 face à Örgryte IS. Ce club accueillera également le Paris Saint-Germain en amical, trois jours plus tard.
L'IF Brommapojkarna a décidé de jouer ses matchs contre les équipes de Stockholm, Djurgårdens et l'AIK Solna au 3Arena.
L'inauguration officielle a lieu le 24 août 2013 avec un concert exclusif de Robyn, Lars Winnerbäck et Kent.
En 2015, le stade accueille la coupe du monde de football américain. 
Le 14 novembre 2015, le stade accueille la chanteuse Madonna dans le cadre de sa tournée Rebel Heart Tour. 
Le 4 juillet 2016, l'Arena accueille la chanteuse Rihanna dans le cadre de sa tournée Anti World Tour.
Les 2, 3 et 4 mai 2019, le stade accueille les 3 premiers concerts de la Swedish House Mafia depuis la reformation du groupe.
Il accueille le Championnat du monde masculin de handball 2023.
Le 28 octobre 2023, l'Arena accueille la chanteuse Madonna pour sa tournée Madonna: The Celebration Tour

## Environnement et accès
Le stade est bien connecté au réseau de transports en commun avec six stations de métro, deux arrêts du Tvärbanan (train léger) et un terminal de bus dans un rayon de 1 km.
En plus du parking souterrain d'une capacité comprise entre 600 et 800 places, il existe un parking de surface de 250 places. D'autres parkings sont également reliés au stade par un système de navettes.